# Монтефьоре-дель-Азо
Монтефьоре-дель-Азо (итал. Montefiore dell'Aso) — коммуна в Италии, располагается в регионе Марке, в провинции Асколи-Пичено.
Население составляет 2244 человек (2008 г.), плотность населения составляет 80 чел./км². Занимает площадь 28 км². Почтовый индекс — 63010. Телефонный код — 0734.
Покровителем коммуны почитается святая Лукия Сиракузская, празднование 13 декабря.

## Демография
Динамика населения:

## Администрация коммуны
- Официальный сайт: http://www.comune.montefioredellaso.ap.it/